# Theresa Randle

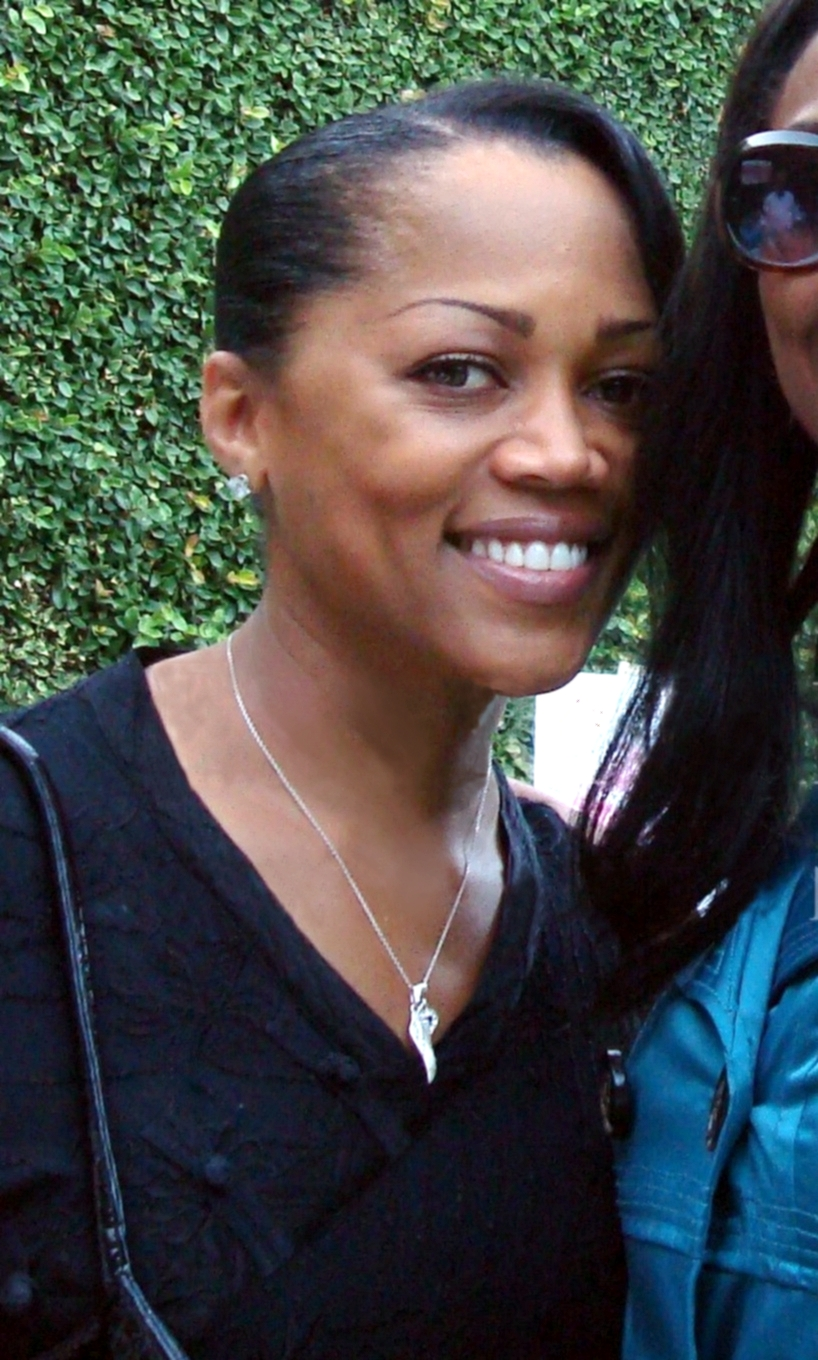
Theresa Randle (2007)

Theresa Randle (* 27. Dezember 1964 in Los Angeles, Kalifornien) ist eine US-amerikanische Schauspielerin.

## Leben
Randle studierte am Beverly Hills College; am Ende ihres Studiums trat sie in Los Angeles Inner City Cultural Center und in Werbespots auf. Ihre erste Filmrolle spielte sie an der Seite von Ally Sheedy und Beverly D’Angelo in der Komödie Traumfrau vom Dienst aus dem Jahr 1987. Seitdem hat sie in mehr als 30 Film-und-Fernsehproduktionen mitgewirkt.
In der Actionkomödie Beverly Hills Cop III (1994) spielte Randle die Freizeitpark-Mitarbeiterin Janice Saunders, die sich in Detective Axel Foley (Eddie Murphy) verliebt. Im Thriller Sugar Hill (1994) spielte Randle die Rolle von Melissa, der Freundin des Drogenhändlers Roemello Skuggs (Wesley Snipes). In der Actionkomödie Bad Boys – Harte Jungs (1995) spielte sie neben Martin Lawrence und Will Smith eine der größeren Rollen; sie trat erneut in den Fortsetzungen Bad Boys II (2003) und Bad Boys for Life (2020) auf. In der Komödie Girl 6 (1996) mit Isaiah Washington und Spike Lee übernahm sie die Hauptrolle der als Girl 6 genannten Judy. Für ihre Rolle im Fantasythriller Spawn (1997) wurde sie 1998 für den Blockbuster Entertainment Award nominiert.

## Filmografie (Auswahl)
- 1987: Traumfrau vom Dienst (Maid to Order)
- 1987: Near Dark – Die Nacht hat ihren Preis (Near Dark)
- 1989: Die Girls-Gang (Easy Wheels)
- 1990: Der Chaoten-Cop (Heart Condition)
- 1990: Das Kindermädchen (The Guardian)
- 1990: King of New York – König zwischen Tag und Nacht (King of New York)
- 1991: Seinfeld (Fernsehserie, 1 Folge)
- 1991: Jungle Fever
- 1992: Malcolm X
- 1994: Sugar Hill
- 1994: Beverly Hills Cop III
- 1995: Bad Boys – Harte Jungs (Bad Boys)
- 1996: Girl 6
- 1996: Space Jam
- 1997: Spawn
- 2003: Bad Boys II
- 2006: The Hunt for Eagle One
- 2006: The Hunt for Eagle One: Crash Point
- 2006: Criminal Intent – Verbrechen im Visier (Fernsehserie, 2 Folgen)
- 2007: State of Mind (Fernsehserie, 8 Folgen)
- 2010: Shit Year
- 2020: Bad Boys for Life